# 園マリ
園 マリ（その まり、1952年2月20日 - ）は日本の公認会計士。元証券取引等監視委員会委員。元野村ホールディングス社外取締役、元NHK情報公開・個人情報保護審議委員会委員。現在、学校法人早稲田大学監事を兼務。

## 略歴
1952年（昭和27年）2月20日生まれ。1975年（昭和50年）早稲田大学商学部卒業。1976年（昭和51年）日新監査法人（現：EY新日本有限責任監査法人）入所。1979年（昭和54年）公認会計士開業登録。
1988年（昭和63年）センチュリー監査法人（現：EY新日本有限責任監査法人）社員。1992年（平成4年）大蔵省企業会計審議会委員。1994年（平成6年）センチュリー監査法人代表社員。
2002年（平成14年）内閣府情報公開審査会委員。2005年（平成17年）内閣府情報公開・個人保護審査会（現：総務省情報公開・個人保護審査会）委員。
2005年（平成17年）東京都包括外部監査人。2008年（平成20年）新日本有限責任監査法人（現：EY新日本有限責任監査法人）シニア・パートナー。
2012年（平成24年）新日本有限責任監査法人（現：EY新日本有限責任監査法人）退所。
2013年（平成25年）証券取引等監視委員会委員を2016年（平成27年）まで。2017年（平成28年）野村ホールディングス社外取締役を2023年（令和5年）まで。2019年（令和元年）NHK情報公開・個人保護審査会委員を2023年（令和5年）まで務めた。
2020年（令和2年）学校法人早稲田大学監事（現任）。
この他、日本公認会計士協会に所属し同協会の自主規制モニター会議委員も務めている。